# Jean-Paul Procureur
Jean-Paul Procureur, né à Wasmes-Audemez-Briffœil (Péruwelz), le 6 février 1952 est un homme de télévision et ancien homme politique belge, ex-membre du Centre démocrate humaniste.
Procureur, journaliste-présentateur de l'émission RTBF Cartes sur table, quitta la télévision pour être candidat aux élections régionales belges de 2004.
Après les élections fédérales du 13 juin 2010, il annonce qu'il quitte le cdH pour retourner à la RTBF.

## Carrière politique
Mandat politique exercé antérieurement ou actuellement
- 2004-2009 : Député wallon et de la Communauté française
  - 2007-2009 : sénateur de communauté
- du 30 septembre 2009 au 6 mai 2010 : sénateur coopté